# Нестеров Ігнатій Михайлович
Ігнатій Нестеров (узб. Ignatiy Nesterov, нар. 20 червня 1983, Ташкент) — узбецький футболіст, воротар клубу «Локомотив» (Ташкент) та національної збірної Узбекистану. Заслужений спортсмен Республіки Узбекистан (2009).

## Клубна кар'єра
У дорослому футболі дебютував 2001 року виступами за команду «Динамо» (Самарканд), в якій того року взяв участь у 24 матчах чемпіонату.
Своєю грою за цю команду привернув увагу представників тренерського штабу найсильнішого на той момент клубу країни «Пахтакора», до складу якого приєднався 2002 року. Більшість часу, проведеного у складі «Пахтакора», був основним голкіпером команди і шість сезонів поспіль вигравав з командою «золотий дубль», а в останньому 2007 році виграв з командою Кубок Співдружності, ставши найсильнішою командою СНД.
Влітку 2009 року уклав контракт з клубом «Буньодкор», у складі якого того ж року виграв чемпіонат Узбекистану, швидко витіснивши з основи Павла Бугала. Після цього виграв з командою ще по три чемпіонати у Кубки Узбекистану, а 2012 року також став півфіналістом Ліги чемпіонів АФК. Граючи у складі «Буньодкора» також здебільшого виходив на поле в основному складі команди. Відзначався досить високою надійністю, пропускаючи в іграх чемпіонату в середньому менше одного голу за матч.
В кінці 2013 року перейшов в ташкентський «Локомотив». У цій команді теж став основним воротарем і виграв ряд національних титулів. Станом на 9 січня 2019 року відіграв за ташкентських залізничників 123 матчі в національному чемпіонаті.

## Виступи за збірні
2003 року залучався до складу молодіжної збірної Узбекистану.
21 серпня 2002 року дебютував в офіційних матчах у складі національної збірної Узбекистану в товариському матчі з Малайзією. А вже через рік поїхав з командою на Кубок Азії 2004 року у Катарі, де на його рахунку був лише один матч — в груповому турнірі проти Туркменістану.
В подальшому беззмінно брав участь у всіх наступних континентальних першостях: на турнірі 2007 року у Китаї Нестеров зіграв 3 матчі, в 2011 році — 5 ігор і став півфіналістом турніру, а на Кубку Азії 2015 року в Австралії — все 4 матчі своєї команди. Останнім для воротаря став Кубка Азії 2019 року в ОАЕ, куди він поїхав у віці 35 років, ставши найстарішим гравцем своєї команди на турнірі. Також Нестеров став першим футболістом, хто брав участь у п'яти Кубках Азії.

## Титули і досягнення
- Чемпіон Узбекистану (13):

«Пахтакор»: 2002, 2003, 2004, 2005, 2006, 2007
«Буньодкор»: 2009, 2010, 2011, 2013
«Локомотив» (Ташкент): 2016, 2017, 2018
- Володар Кубка Узбекистану (12):

«Пахтакор»: 2002, 2003, 2004, 2005, 2006, 2007
«Буньодкор»: 2010, 2012, 2013
«Локомотив» (Ташкент): 2014, 2016, 2017
- Володар Суперкубка Узбекистану (1):

«Локомотив» (Ташкент): 2015
| Дата       | Місто          | Господарі  | Результат | Гості | Турнір                     | Голи | Примітки |
| ---------- | -------------- | ---------- | --------- | ----- | -------------------------- | ---- | -------- |
| 09-01-2019 | Шарджа (місто) | Узбекистан | 2 – 1     | Оман  | Кубок Азії 2019 - 1-й етап | -1   | 58'      |
| Усього     |                | Матчів     | 1         |       | Голів                      | ?    |          |